# Minúscula 20
Minúscula 20 (en la numeración Gregory-Aland), A138 (Soden) es un manuscrito griego en minúsculas del Nuevo Testamento. Es datado paleográficamente en el siglo XI. El manuscrito tiene contenidos complejos y está lleno de marginales. Fue elaborado para la lectura de la iglesia.

## Descripción
El códice contiene el texto completo de los cuatro Evangelios en 274 hojas de pergamino grueso (33.6 cm por 23.3 cm). El texto está escrito en 1 columna por página, el texto bíblico en 36 líneas por página, el texto del comentario en 51 líneas por página. De acuerdo con F. H. A. Scrivener fue escrito de manera descuidada.
El texto de los Evangelios está dividido de acuerdo a los κεφαλαια (capítulos), cuyos números se colocan al margen del texto, y los τιτλοι (títulos) de los κεφαλαια están en la parte superior de las páginas. También hay otra división de acuerdo con las Secciones Amonianas, con referencias a los Cánones de Eusebio (escritas debajo de los números de las Secciones Amonianas).
Contiene las tablas de los κεφαλαια (tablas de contenido) antes de cada Evangelio, marcas del leccionario al margen (para el uso litúrgico), suscripciones al final de cada uno de los Evangelios, números de στιχοι, imágenes y catenae. Cuenta con los comentarios de Juan Crisóstomo (Mateo, Lucas y Juan) y Victorino (Marcos). Contiene el famoso Colofón de Jerusalén.
El texto de la perícopa de la adúltera (Juan 7:53-8:11) se coloca al final del Evangelio de Juan, después de 21:25.

## Texto
El texto griego del códice según Aland es representativo del tipo textual bizantino; pero de acuerdo con David Alan Blak es del tipo textual alejandrino. Aland lo colocó en la Categoría V.
No fue examinado mediante el Perfil del Método de Claremont. Posiblemente se trata de una mezcla de varios tipos textuales.

## Historia
El manuscrito es datado por el INTF en el siglo XI.
El códice fue traído de Oriente en 1669. Fue añadido a la lista de los manuscritos del Nuevo Testamento por J. J. Wettstein, quien le dio el número 20. Fue cotejado por Scholz y W. F. Rose. Fue examinado y descrito por Paulin Martin. C. R. Gregory vio el manuscrito en 1885.
Se encuentra actualmente en la Bibliothèque nationale de France (Gr. 1889) en París.